# Fronta národního osvobození (Řecko)
Fronta národního osvobození (řecky: Εθνικό Απελευθερωτικό Μέτωπο, Ethnikó Apeleftherotikó Métopo (EAM)) byla hlavní řecká odbojová organizace za druhé světové války a během okupace Řecka silami Osy (Itálií, Bulharskem a Německem). Fronta byla založena 27. září 1941 zástupci čtyř levicových stran: Komunistické strany Řecka (KKE), Socialistické strany Řecka, Svazu lidové demokracie a Zemědělské strany Řecka. Komunisté si udržovali v organizaci převahu. Na rozdíl od tradičních řeckých stran, které byly volnými koalicemi různých politiků, byla řecká komunistická strana dobře organizovanou a navrženou pro podzemní boj, čili se mnohem lépe hodila pro odbojovou činnost. Vojenské křídlo Fronty národního osvobození se nazývalo Řecká lidová osvobozenecká armáda (známá pod zkratkou ELAS) a rychle vyrostlo v největší partyzánskou sílu v zemi a jedinou s celostátní působností. Nejméně čtvrtina andartes (partyzánů) v ELAS byly ženy. Fronta se zapojením žen lišila od všech ostatních odbojových skupin. Umožnila ženám také volit ve volbách, které organizovala na osvobozených územích (prvně v řecké historii) a zavedla vzdělání pro dívky. Fronta byla skutečně masovou organizací, ze 7,5 milionu Řeků bylo členem Fronty mezi 500 000 (odhad Anthony Edena) až po 2 000 000 lidí (odhad samotné Fronty). ELAS měla asi 50 000–85 000 bojovníků. Naproti tomu největší konkurenční odbojová skupina Národní republikánská řecká liga (EDES) disponovala v roce 1944 jen asi 5000 partyzány. Vůdcem Fronty byl Georgios Siantos, protože předseda KKE Nikolaos Zachariadis byl internován v koncentračním táboře Dachau. To podle většiny historiků přispělo k úspěchu organizace, neboť Siantos se svými vlídnými a skromnými způsoby byl mnohem oblíbenější a méně konfliktní než Zachariadis. Od konce roku 1943 se vztahy mezi Frontou a konkurenčními odbojovými skupinami z politického středu a pravice začaly přesto komplikovat, což dostalo zemi na práh občanské války, která naplno nepropukla, ale šlo o neblahou předzvěst poválečných událostí. Také s britskou armádou a Brity podporovanou řeckou exilovou vládou se vztahy Fronty rychle horšily. Fronta nakonec v oblastech, které osvobodila na jaře 1944, zejména v hornatých regionech na severu, založila vlastní vládu nazývanou Politický výbor národního osvobození a likvidovala zde své politické odpůrce. Napětí bylo utlumeno na Libanonské konferenci v květnu 1944, kde Fronta souhlasila se vstupem do řecké exilové vlády pod vedením Georgiose Papandreua. Z ní ale nakonec odešla a na konci roku 1944 ovládla většinu země, než utrpěla katastrofální vojenskou porážku od Britů a vládních sil ve střetech známých jako Dekemvriane. Poté Frontu opustily dvě menší strany, čímž se stala takřka čistě komunistickou organizací. Následovalo odzbrojení ELAS a otevřené pronásledování členů Fronty, což nakonec vyústilo v řeckou občanskou válku, jež vypukla roku 1946 a trvala do roku 1949. Během občanské války a po ní byli členové Fronty vládou očerňováni jako symmorité - nepřeložitelné řecké slovo, které znamená zhruba "chuligáni" či "kriminálníci". Řada ženských členek Fronty byla znásilněna. S nástupem socialisty Andrease Papandrea k moci v roce 1981 však byla Fronta uznána jako organizace, jež přispěla k porážce fašismu, a bojovníci ELAS byli vyznamenáni a získali státní penze. 